# مالیک بولیوارد
مالیک بولیوارد (انگلیسی: Malick Bolivard؛ زادهٔ ۱۷ ژوئن ۱۹۸۷) بازیکن فوتبال اهل فرانسه است.
از باشگاه‌هایی که در آن بازی کرده‌است می‌توان به باشگاه فوتبال هانزا روستوک اشاره کرد.